# DNA連接酶
DNA連接酶（EC 6.5.1.1），也称DNA黏合酶，在分子生物學中扮演一個既特殊又關鍵的角色，那就是把兩條DNA黏合成一條。無論是雙股或是單股DNA的黏合，DNA連接酶都可以藉由形成磷酸雙脂鍵將DNA在3'端的尾端與5'端的前端連在一起。雖然在細胞內也有其他的蛋白質，例如像是DNA聚合酶在其中一股DNA為模板的情況下，將另一邊的DNA單股斷裂端，透過聚合反應的過程形成磷酸雙脂鍵來黏合DNA。但是DNA聚合酶的黏合過程卻只是聚合反應一個附帶的功能而已，真正在細胞內扮演DNA黏合反應的工作還是以DNA連接酶為主。
顧名思義，DNA連接酶的功能便是在黏合斷裂的DNA，而細胞內只有DNA複製與DNA修復的反應牽涉到DNA斷裂的合成，因此DNA連接酶就是在上述的兩個機制扮演重要的角色。除了細胞內的黏合反應，隨著分子生物學的進展，幾乎大多數的分子生物實驗室都會利用DNA連接酶來進行重組DNA的實驗，或許這也可以被歸類為其另一著重要的功能。

## 黏合反應的進行
關於DNA連接酶的化學反應過程，首先是一條DNA的3'端要先修飾成羥基（OH-），而另一條的5'端則是必須帶有磷酸，藉由DNA連接酶的作用促進磷酸雙脂鍵的共價鍵，同時核苷酸序列以嘌呤—嘧啶兩兩對應的方式完成配對，這樣才算完成反應。
用下面這張圖解來說明或許可以更清楚的說明反應過程：以黏性末端為例
反應後
DNA連接酶也可以處理鈍端，即就算沒有嘌呤—嘧啶配對的鹼基對，也是可以進行上述的反應。

## 哺乳動物的連接酶種類
在哺乳類細胞，至少有四種黏合酶被發現與命名：
- I型連接酶：為最主要的DNA連接酶，作用為連接DNA複製過程中產生的岡崎片段，且在DNA重組、修復也都是需要依靠I型連接酶的功能。
- II型連接酶：II型連接酶當初是在小牛胸腺與胎牛肝臟中純化出來的，不過後來被證實只是III型經過蛋白酶切過的片段。
- III型連接酶：III型連接酶與XRCC1蛋白形成複合體，主要作用在鹼基切除修復的黏合反應。
- IV型連接酶：IV型連接酶與XRCC4蛋白形成複合體；III型與IV型都參與修復DNA的黏合過程，並一起參與非同源性末端接合的最後一個反應。

## DNA連接酶在分子生物學上的應用
前面提到，隨著分子生物學的進展，DNA黏合酶對於研究人員的貢獻也越來越顯得重要，尤其是在進行重組DNA實驗時更是不可或缺。比如說，科學家需要表現某個抗藥基因，首先就事先利用限制酶將這一段基因的兩端修飾成可黏合的末端，另外透過同樣的限制酶將準備用來承接表現一段基因的質體修飾成可與該段基因進行黏合的兩端，這時候透過T4噬菌體所攜帶的DNA連接酶（T4 DNA ligase）將抗藥基因與質體黏合在一起，這整個操作的過程就稱作DNA重組，而在這裡所使用的T4噬菌體DNA連接酶則是最廣為使用的DNA連接酶。

## 外部連結
- Structure and function of mammalian DNA ligases. Mutation Research 407, 1-9 (1998)
- （页面存档备份，存于）
- DNA Ligase: PDB molecule of the month
- Davidson College General Information on Ligase